# Olivier Kim
Olivier Kim, né le 9 mars 1965 à Chalon-sur-Saône, est un militaire français. Général de corps d'armée, il est commandant de la région de la gendarmerie du Grand Est depuis le 1er janvier 2024.

## Biographie
Il naît le 9 mars 1965 à Chalon-sur-Saône, en Bourgogne. Lycéen au collège militaire d'Autun de 1980 à 1985, il intègre l'école spéciale militaire de Saint-Cyr. Il entre dans la promotion Les Cadets de la France Libre. En 1988, il choisit la gendarmerie et suit les cours de l'école des officiers de la gendarmerie nationale. Affecté en 1989 comme lieutenant à l'escadron 6/11 de gendarmerie mobile de La Réole, il rejoint le GIGN en 1990,.
Il sert sous les ordres du commandant Denis Favier. Au GIGN, il participe notamment à la libération des otages du vol AF 8969 à l'aéroport de Marseille-Marignane (1994),,. En 1995, il prend le commandement de la compagnie de gendarmerie départementale de Salon de Provence. En 1998, il est nommé conseiller gendarmerie du général commandant des opérations spéciales (COS). À ce titre, il participe à plusieurs opérations dans les Balkans. En 2000, il entre au Collège interarmées de défense (qui a repris l'appellation d'École de guerre en 2010).
En 2001, il est affecté en administration centrale au Bureau Défense. Il est promu lieutenant-colonel en 2002. En 2003, il crée et dirige le bureau de la lutte antiterroriste (BLAT),.
Promu colonel en 2006, il prend le commandement du groupement de gendarmerie de la Haute-Savoie jusqu'en 2010,. Il est auditeur de la 60e session du Centre des hautes études militaires (CHEM) et de la 63e session de l'Institut des hautes études de la défense nationale (IHEDN). De 2011 à 2012, il sert en Afghanistan, dans une structure OTAN appelée NTMA comme conseiller du général afghan Zamaraï, chef de l'Afghan National Civil Order Police (ANCOP). Il reçoit la Bronze Star américaine. De 2012 à 2015, il commande la gendarmerie prévôtale,, pour ensuite diriger la Région de gendarmerie de Bourgogne-Franche-Comté et le Groupement de gendarmerie départementale de la Côte d'Or,,.
Le 1er février 2017, il est nommé général de brigade et maintenu dans ses fonctions,. Le 1er août 2018, le général Kim est nommé commandant et délégué des réserves de la gendarmerie,. Le 1er août 2019, il est promu général de division et maintenu dans ses fonctions,.
Le 1er juin 2021, il quitte le commandement des réserves et est nommé général adjoint au major général de la Gendarmerie nationale,.
Le 1er septembre 2022, il devient directeur des opérations et de l'emploi et est élevé aux rang et appellation de général de corps d'armée,,.
Le 1er janvier 2024, il devient commandant de la région de gendarmerie du Grand Est et commandant de la gendarmerie pour la zone de défense et de sécurité Est. Alors que son départ de la gendarmerie est prévu pour l'été 2025, il est recruté pour prendre la direction de la sûreté de l'entreprise Suez.
Il est marié et père de quatre enfants.

## Publications
- Olivier Kim, « La judiciarisation du champ de bataille », Politique Étrangère, vol. 4 (Hiver),‎ 2014, p. 169-182 (DOI 10.3917/pe.144.0169)
- Olivier Kim, « Vers une gendarmerie afghane », Revue Défense Nationale, vol. Désengagement afghan, no 769,‎ avril 2014, p. 51-56 (lire en ligne)
- Olivier Kim, « Relever le défi des crises intérieures », Revue Défense Nationale, vol. Nouvelles questions militaires et stratégiques - Gouvieux 2022, no 854,‎ novembre 2022, p. 53-58 (lire en ligne)

## Décorations

### Intitulé des décorations françaises
- Commandeur de la Légion d'honneur en 2023[15] (officier en 2010, chevalier en 2001)[16]
- Commandeur de l'ordre national du Mérite en 2020 (chevalier en 1995)[17]
- Croix de la Valeur militaire avec citation à l'ordre du corps d'armée (1995) et citation à l'ordre de la division (2011)
- Médaille de la Gendarmerie nationale (2024)[18]
- Croix du combattant
- Médaille d'Outre-Mer avec agrafe "Sahel"
- Médaille de la Défense nationale, échelon bronze, avec agrafe "Gendarmerie nationale"
- Médaille d'honneur pour acte de courage et de dévouement, argent 1re classe, décernée à deux reprises
- Médaille d'honneur pour acte de courage et de dévouement, argent 2e classe
- Médaille de reconnaissance de la Nation avec agrafe "opérations extérieures"
- Médaille commémorative française - avec agrafes "ex-Yougoslavie" et "Afghanistan"
- Médaille de la protection militaire du territoire avec agrafe "Trident"
- Médaille de la sécurité intérieure, échelon or, avec agrafe "Présidence Française de l'Union Européenne"

### Intitulé des décorations étrangères
- Bronze Star Medal (États-Unis)
- Afghan Medal Campaign (États-Unis)
- Médaille des opérations au Kosovo (OTAN)
- Médaille des opérations en Afghanistan (OTAN)
- Médaille d'honneur du Ministère de l'Intérieur (Afghanistan)
- Cruz de Plata de la Guardia Civil (Espagne)